# 1. FC Slovácko
1. FC Slovácko je češki nogometni klub iz grada Uherské Hradiště. Trenutačno se natječe u prvoj češkoj nogometnoj ligi.

## Vanjske poveznice
- Službene stranice